# Viaducte de Garabit
El viaducte de Garabit forma part de l'obra ferroviària situada prop de Ruynes-en-Margeride, a França en el departament de Cantal, a l'Auvèrnia, que permet travessar les gorges de la Truyère, afluent del riu Lot. Aquesta obra és completament metàl·lica, va ser construïda per la societat Gustave Eiffel i acabada el 1884, però va entrar en servei el 1888.
Aquest viaducte es compon d'un pis metàl·lic de 565 m de llargada que reposa sobre set pilars de ferro d'alçada variable (fins a 80 m). Els tres trams situats sota de la part més baixa de la vall són arcs de 165 m d'ample i de 52 m d'alt. La part metàl·lica està flanquejada per dos viaductes d'accés nord i sud, fets amb maons, de 46 m i 71 m respectivament. respectivament. L'altura per sobre de l'estiatge del riu Truyère era de 122.5 m, tanmateix després de la construcció d'un embassament (el 1959) es formà un llac de 28 km de llarg i el viaducte quedà a 95 m de l'aigua. Va ser creat per enllaçar París amb Béziers en tren, passant pel Massís central. Quan circulen pel viaducte els trens van a només 30 km per hora.

## Ubicació de la pel·lícula
El viaducte és el lloc on es va rodar la pel·lícula El pas de Cassandra.

## Galeria fotogràfica

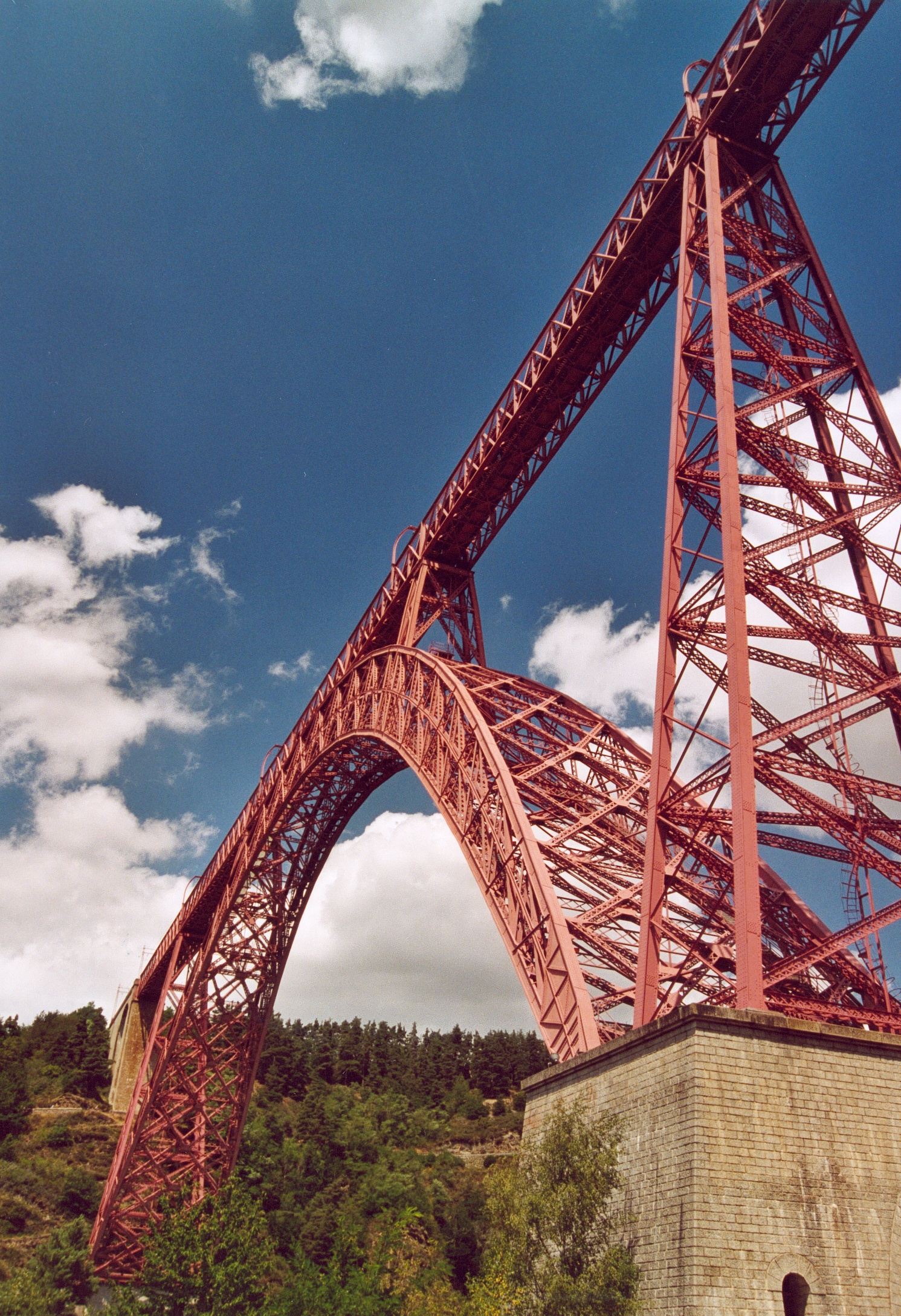
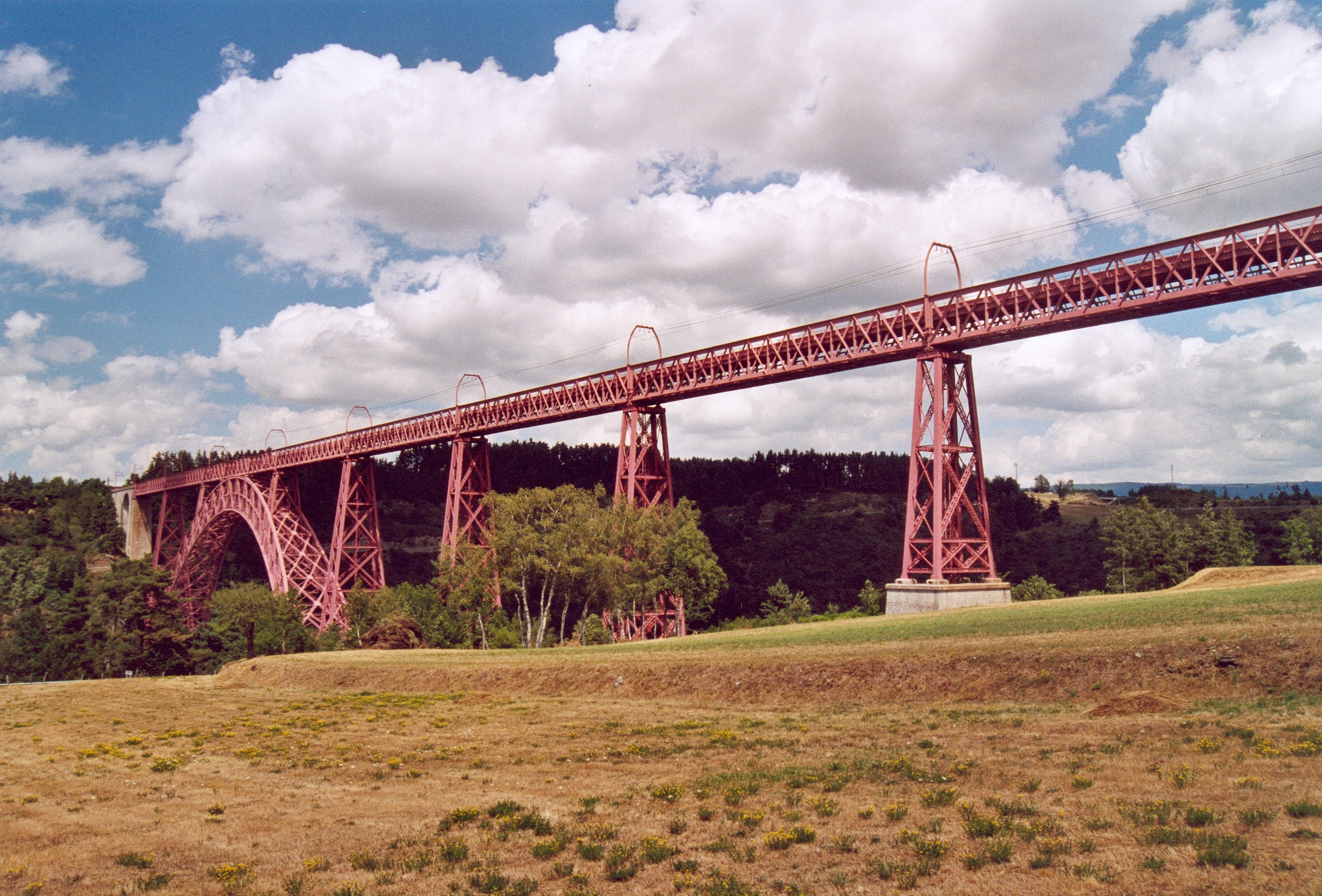
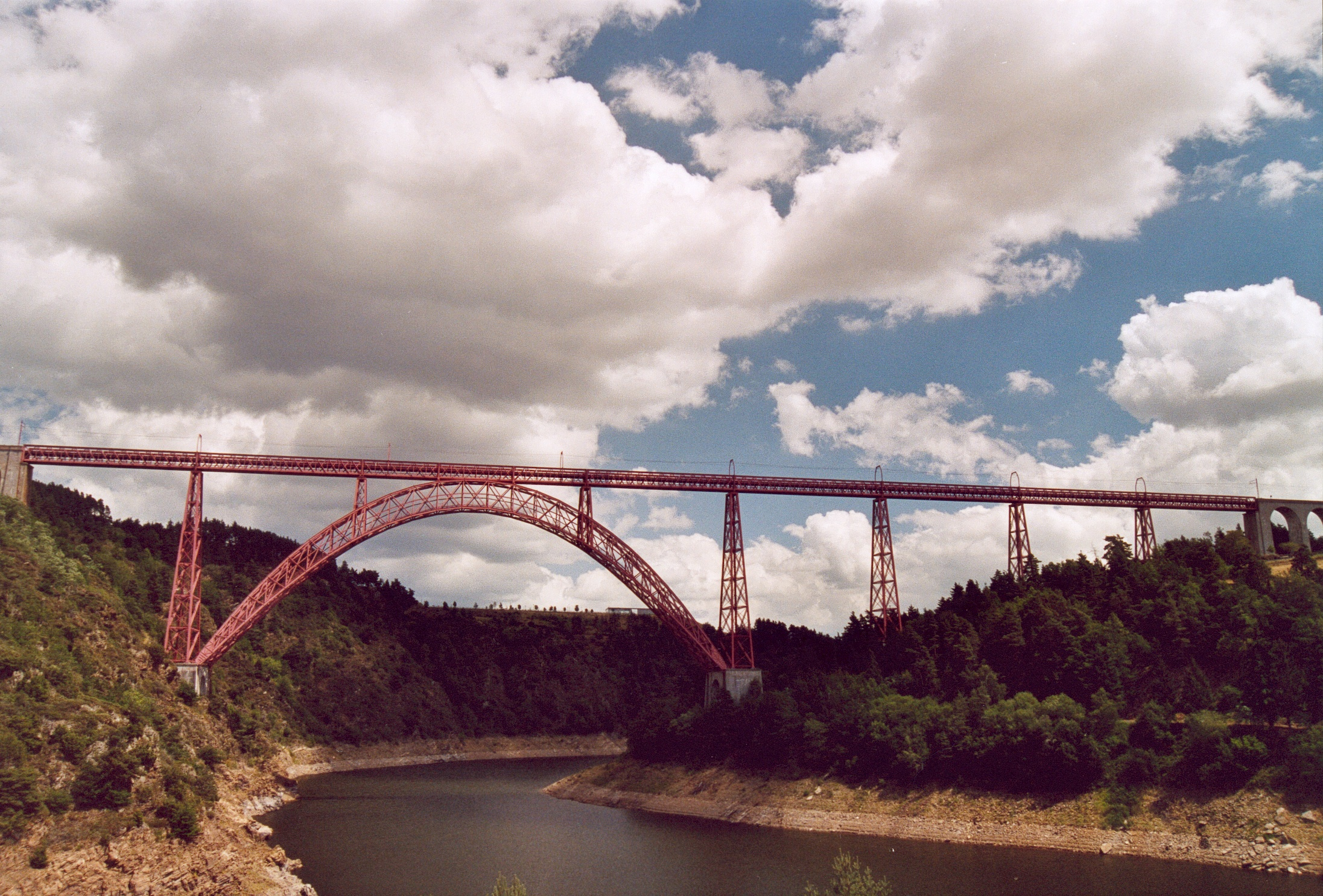
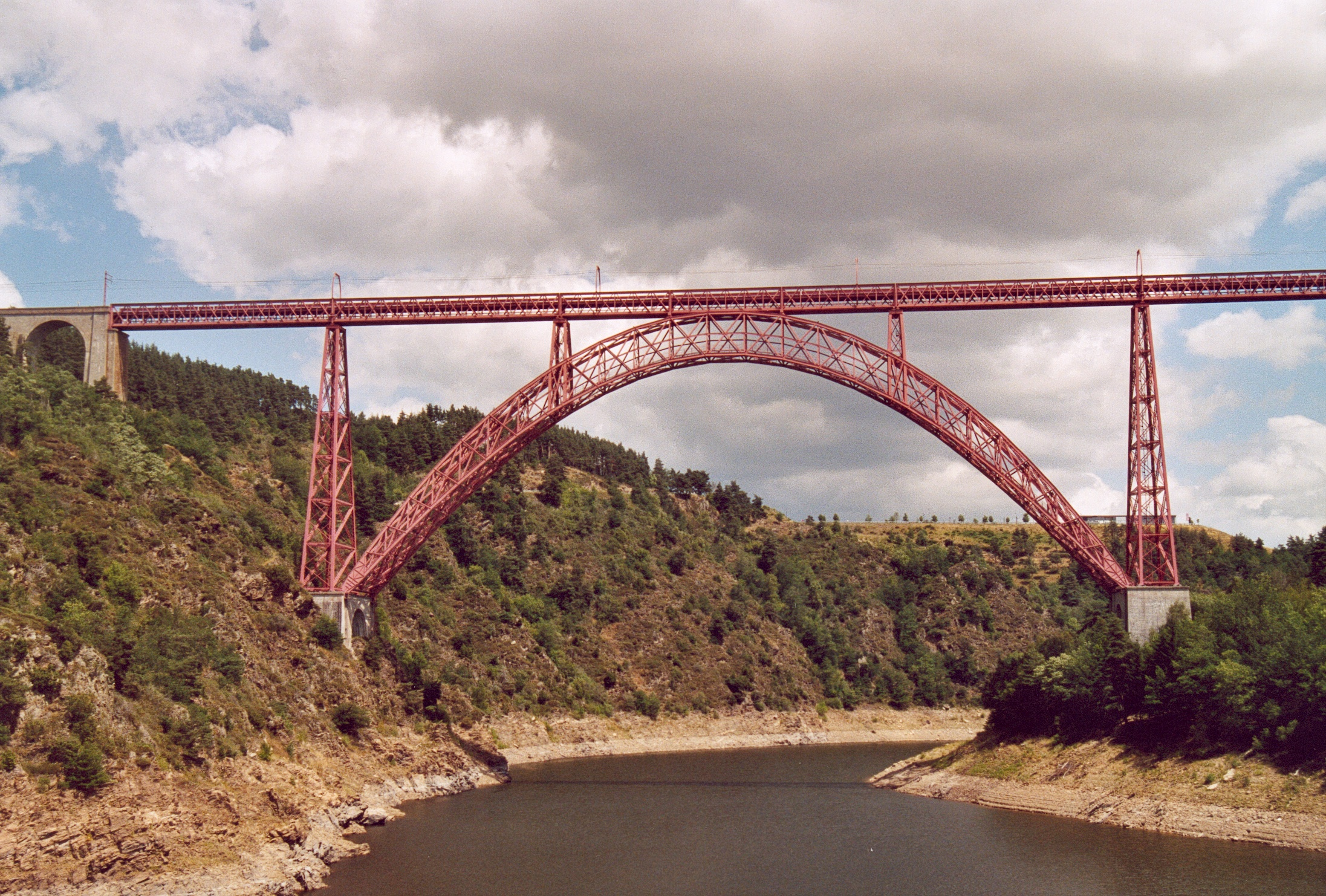
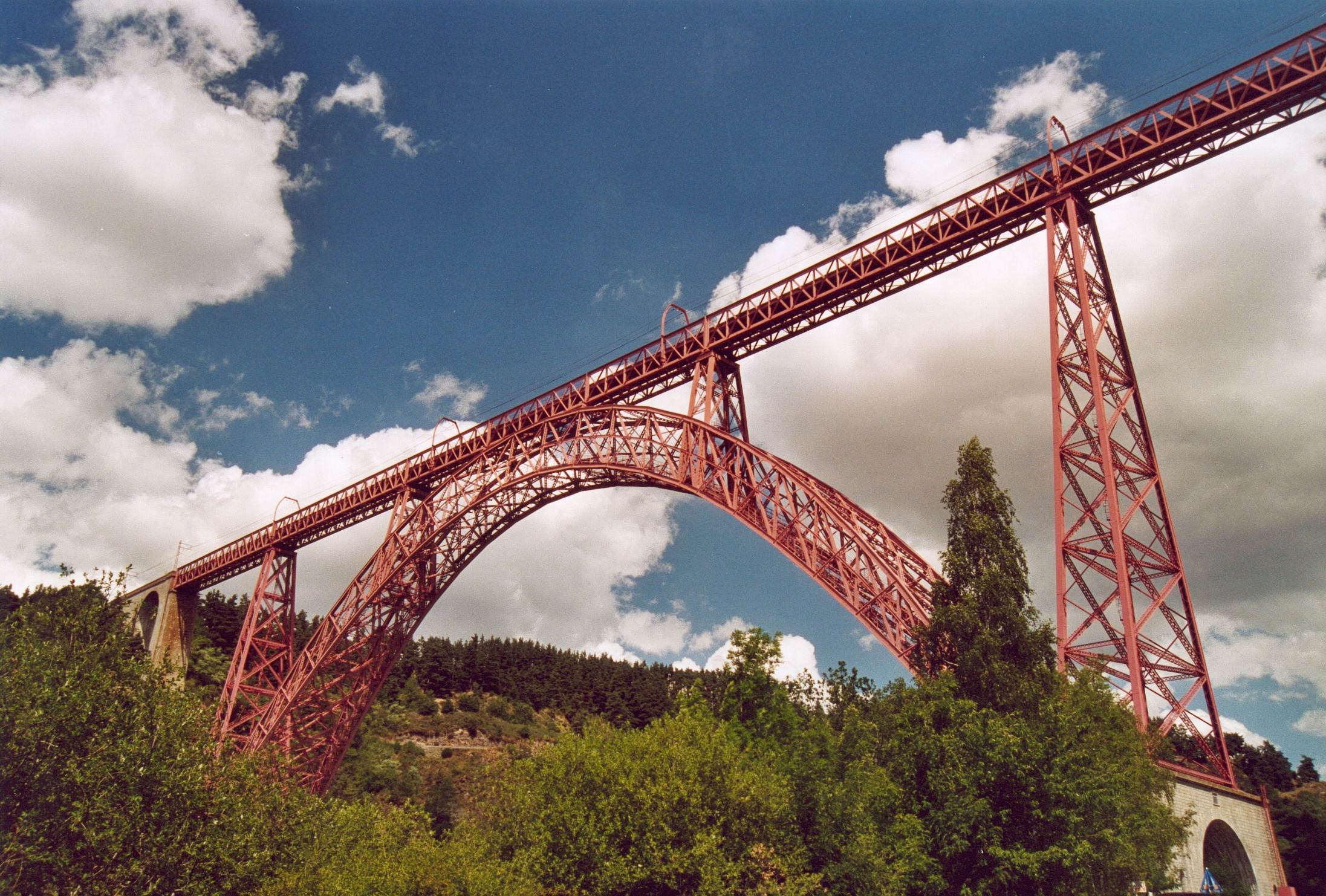
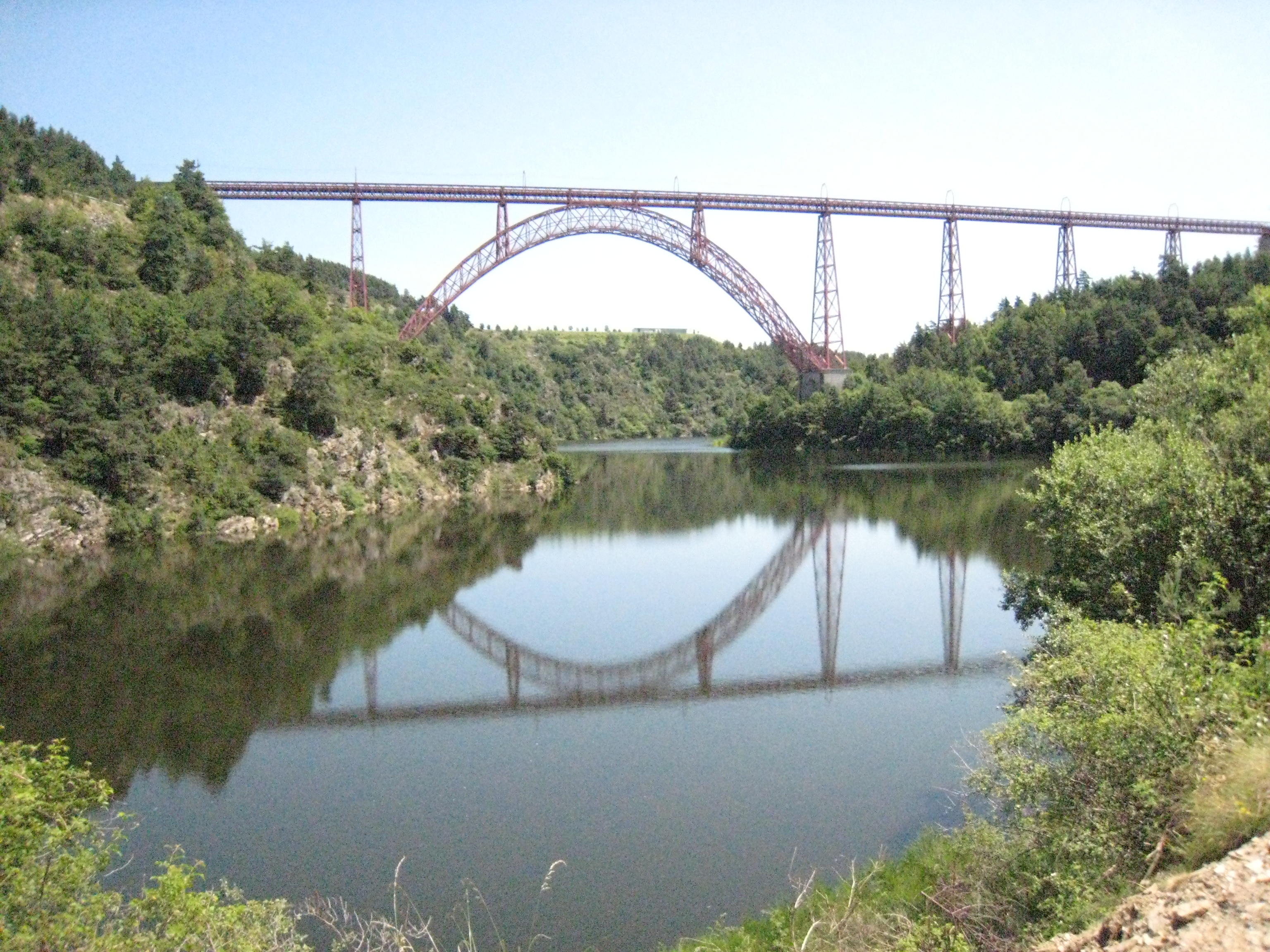
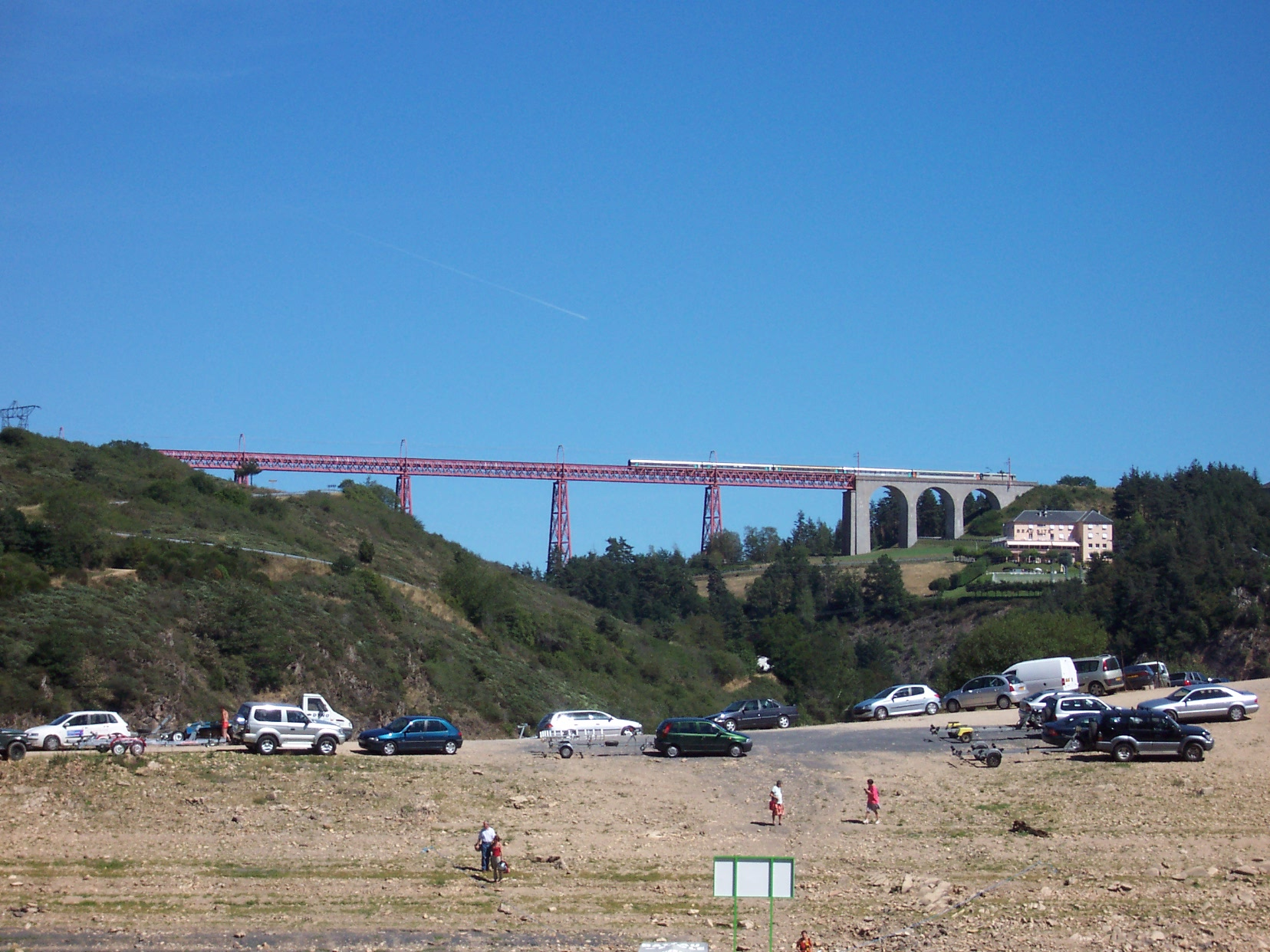
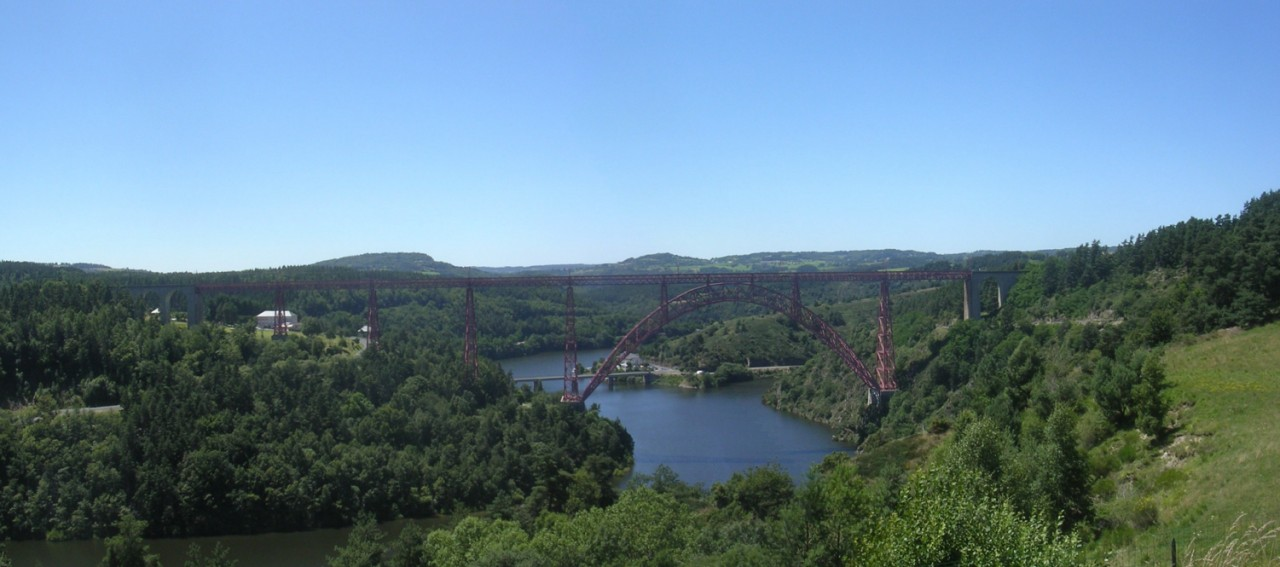
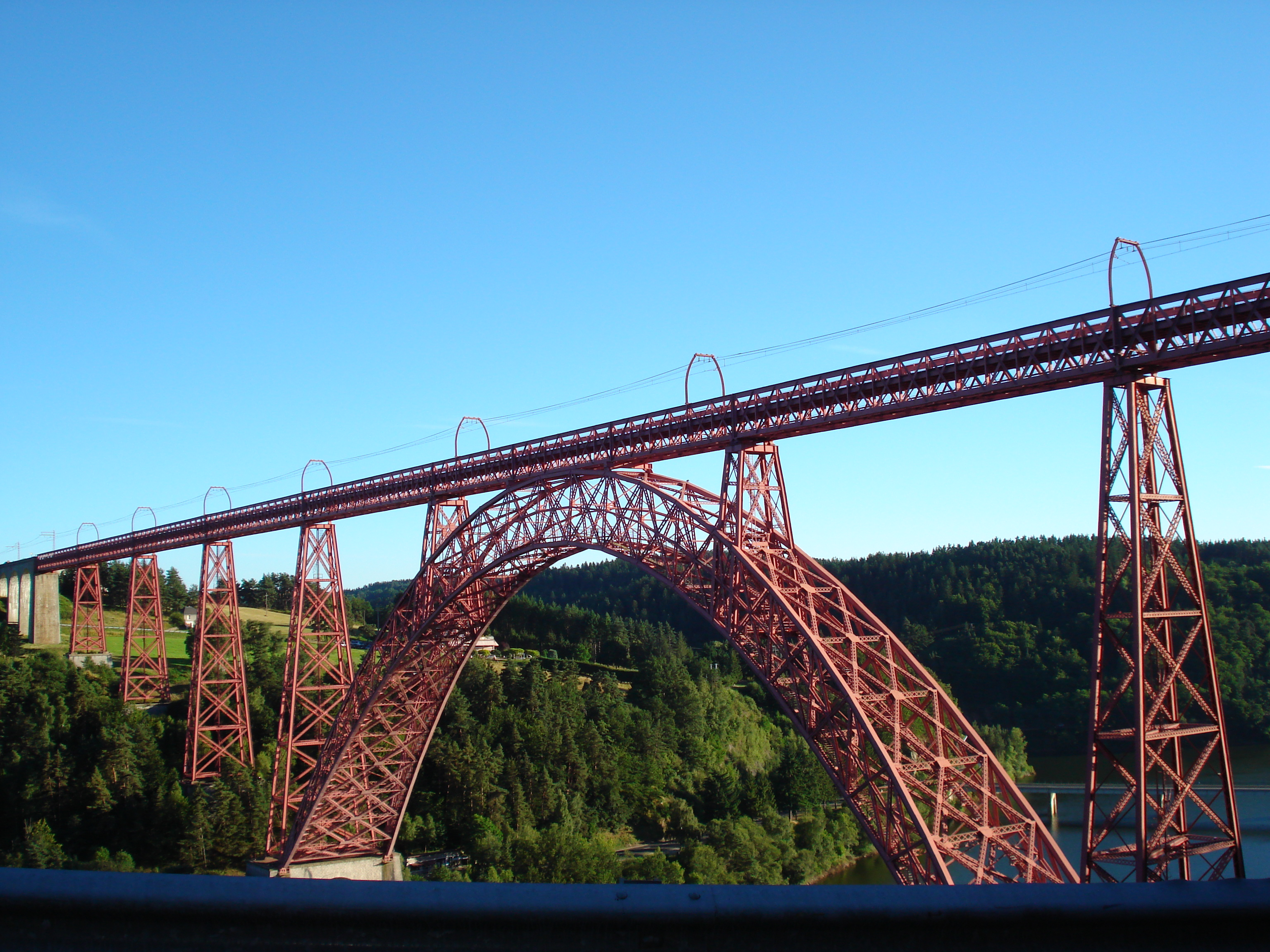
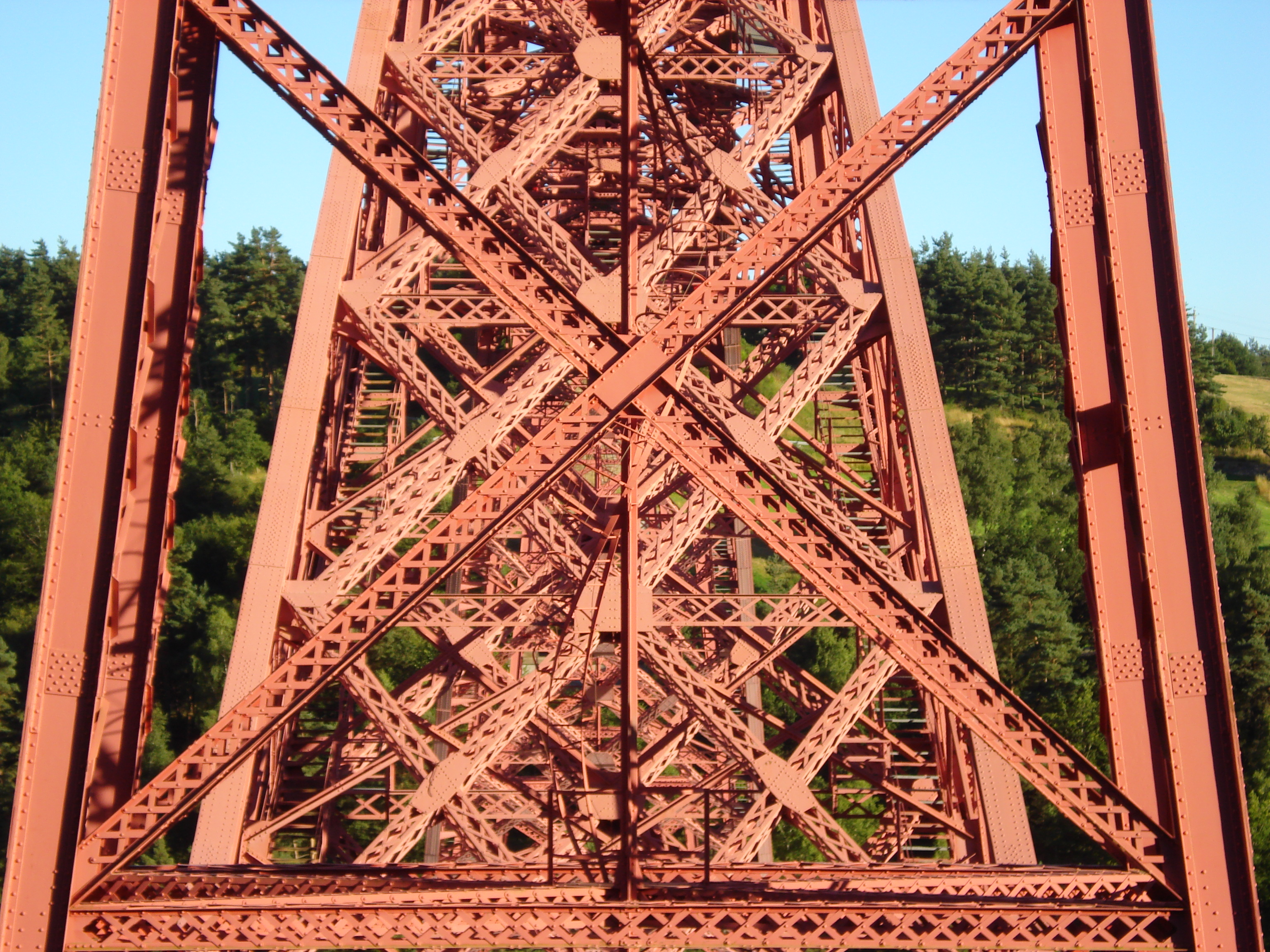
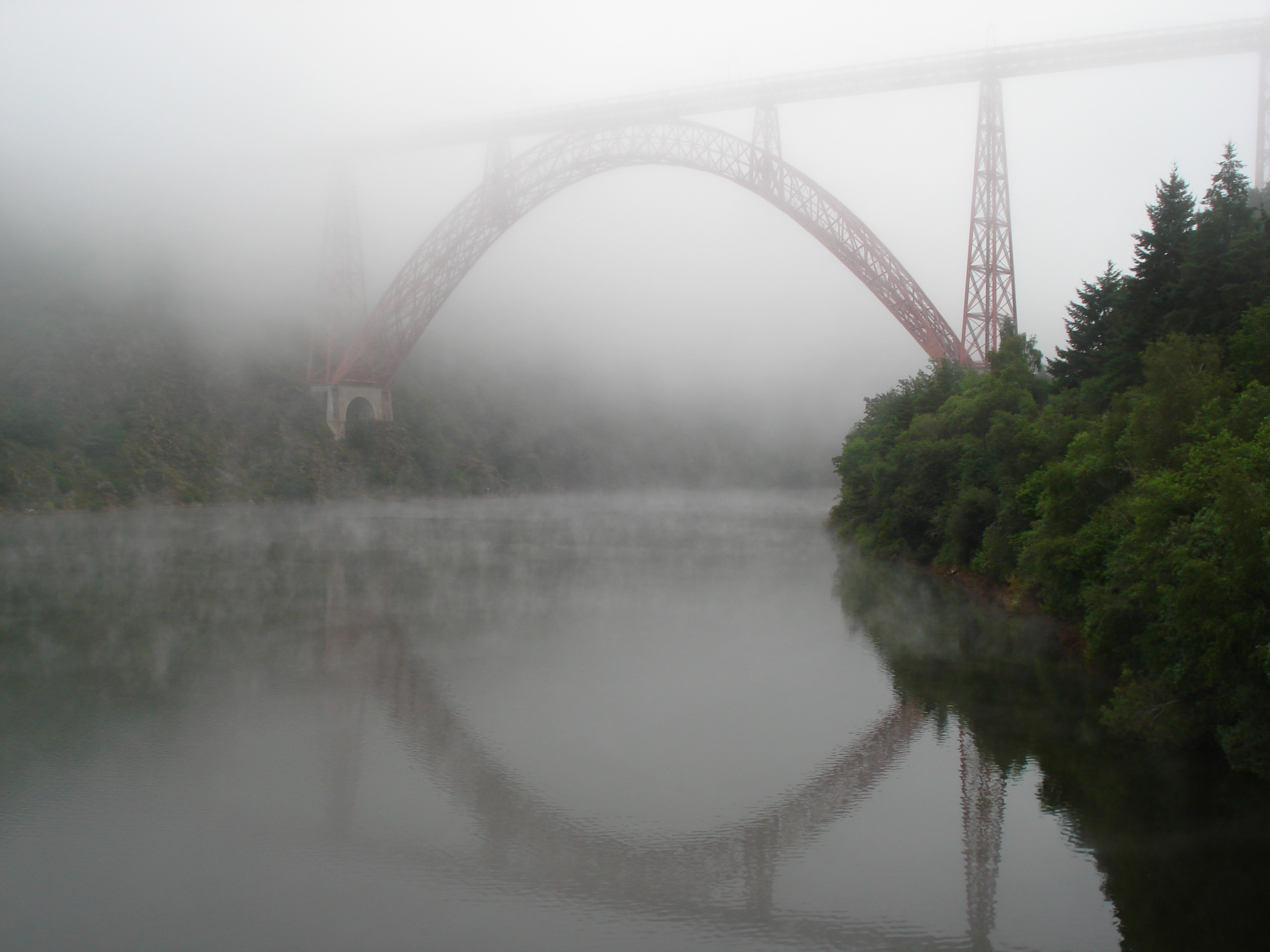
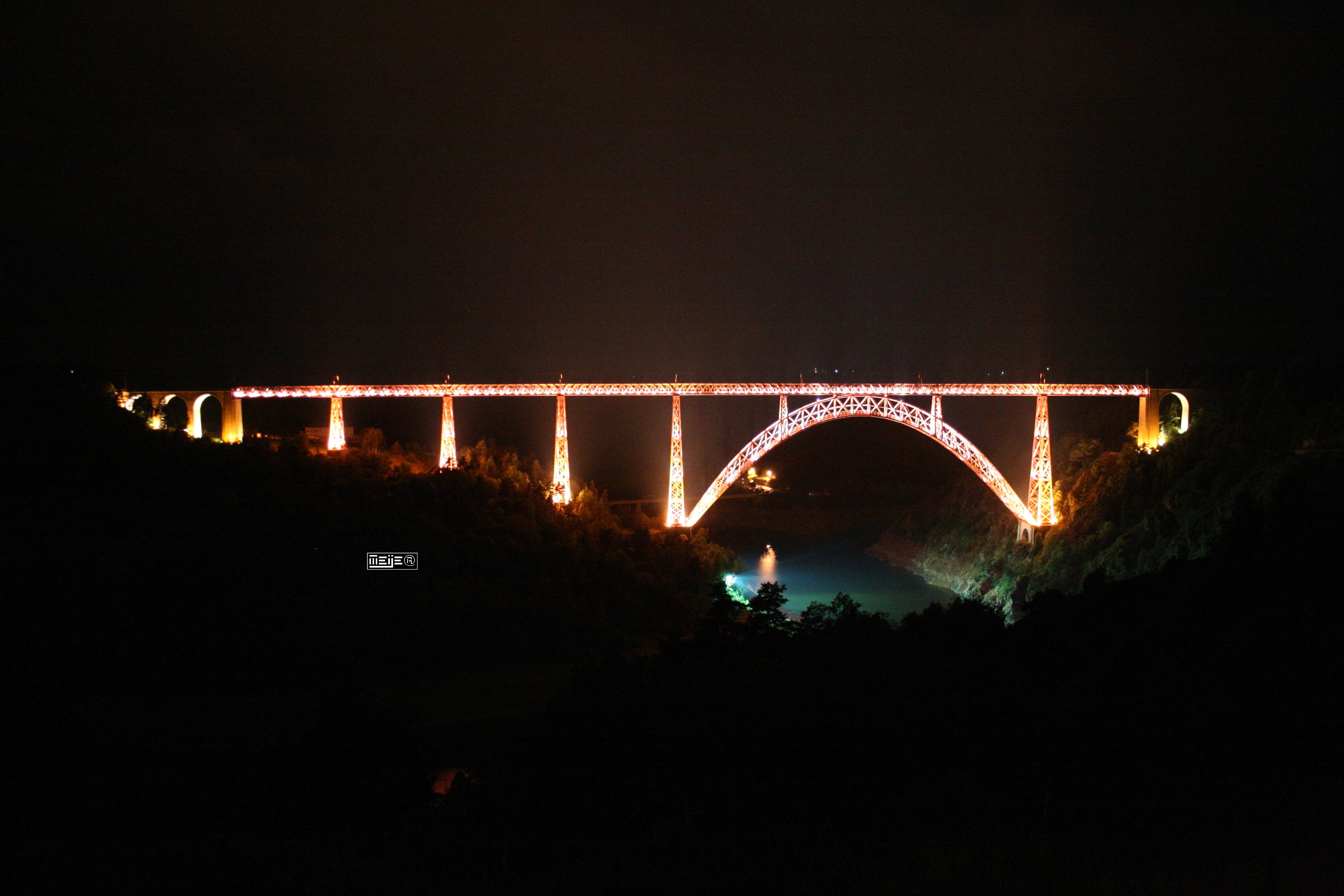